# Нобел (Арканзас)
Нобел (англ. Knobel) — місто (англ. city) в США, в окрузі Клей штату Арканзас. Населення — 147 осіб (2020).

## Географія
Нобел розташований за координатами 36°19′12″ пн. ш. 90°36′9″ зх. д. / 36.32000° пн. ш. 90.60250° зх. д. (36.319923, -90.602456).  За даними Бюро перепису населення США в 2010 році місто мало площу 1,12 км², уся площа — суходіл.

## Демографія
Згідно з переписом 2010 року, у місті мешкало 287 осіб у 105 домогосподарствах у складі 77 родин. Густота населення становила 257 осіб/км².  Було 132 помешкання (118/км²). 
Расовий склад населення:
| - 98,3 % — білих - 0,3 % — корінних американців |

До двох чи більше рас належало 1,4 %. Іспаномовні складали 0,7 % від усіх жителів.
За віковим діапазоном населення розподілялося таким чином: 26,8 % — особи молодші 18 років, 59,6 % — особи у віці 18—64 років, 13,6 % — особи у віці 65 років та старші. Медіана віку мешканця становила 38,4 року. На 100 осіб жіночої статі у місті припадало 117,4 чоловіків;  на 100 жінок у віці від 18 років та старших — 116,5 чоловіків також старших 18 років.
Середній дохід на одне домашнє господарство  становив 38 170 доларів США (медіана — 28 333), а середній дохід на одну сім'ю — 45 016 доларів (медіана — 33 750). За межею бідності перебувало 35,2 % осіб, у тому числі 50,0 % дітей у віці до 18 років та 5,1 % осіб у віці 65 років та старших.
Цивільне працевлаштоване населення становило 94 особи. Основні галузі зайнятості: роздрібна торгівля — 24,5 %, виробництво — 23,4 %, освіта, охорона здоров'я та соціальна допомога — 10,6 %, транспорт — 9,6 %.